# Dalian Maatsen
Dalian Maatsen (Vlaardingen, 2 januari 1994) is een Nederlands voetballer die doorgaans speelt als verdediger. In juli 2024 verruilde hij AFC voor VV Katwijk. Ook zijn broer Darren Maatsen is voetballer.

## Clubcarrière
Maatsen speelde in de jeugdopleiding van Feyenoord tot 2013. In dat jaar verliet hij de Rotterdamse club om bij NAC Breda te gaan spelen. Na één seizoen besloot de centrale verdediger om ook NAC weer in te ruilen, in 2014 koos hij voor MVV Maastricht als nieuwe werkgever. Maatsen debuteerde voor de Limburgse club op 18 oktober 2014, toen met 6–0 verloren werd van FC Emmen. Hij mocht van coach Ron Elsen in de basisopstelling starten, maar al na achtentwintig minuten kreeg hij een rode kaart van scheidsrechter Davy Otto. Bij FC Den Bosch werd Maatsen achter Anthony Lurling en Maarten Boddaert derde aanvoerder. Na het voetbalpensioen van Lurling werd Boddaert de nieuwe eerste aanvoerder. Maatsen werd de nieuwe reservecaptain. In 2017 liet Maatsen FC Den Bosch achter zich na het aflopen van zijn verbintenis. Hierop ging hij op proef bij Kristiansund BK. In juli van dat jaar ging hij voor het Deense Vendsyssel FF spelen in de 1. division. Per 1 februari 2018 werd zijn contract ontbonden. Hierop tekende hij voor AFC. In mei 2024 tekende hij voor het komende seizoen een contract bij VV Katwijk.

## Clubstatistieken
| Seizoen | Club           | Competitie     | Competitie | Competitie | Beker | Beker | Internationaal | Internationaal | Totaal | Totaal |
| Seizoen | Club           | Competitie     | Wed.       | Dlp.       | Wed.  | Dlp.  | Wed.           | Dlp.           | Wed.   | Dlp.   |
| ------- | -------------- | -------------- | ---------- | ---------- | ----- | ----- | -------------- | -------------- | ------ | ------ |
| 2014/15 | MVV Maastricht | Jupiler League | 18         | 0          | 1     | 0     | —              | —              | 19     | 0      |
| 2015/16 | FC Den Bosch   | Jupiler League | 33         | 0          | 3     | 0     | —              | —              | 36     | 0      |
| 2016/17 | FC Den Bosch   | Jupiler League | 36         | 0          | 0     | 0     | —              | —              | 36     | 0      |
| 2017/18 | Vendsyssel FF  | 1. division    | 13         | 0          | 0     | 0     | —              | —              | 13     | 0      |
| 2018/19 | AFC            | Tweede divisie | 12         | 0          | 0     | 0     | —              | —              | 12     | 0      |
| 2019/20 | AFC            | Tweede divisie | 19         | 1          | 0     | 0     | —              | —              | 19     | 1      |
| 2020/21 | AFC            | Tweede divisie | 5          | 0          | 1     | 0     | —              | —              | 6      | 0      |
| 2021/22 | AFC            | Tweede divisie | 34         | 3          | 2     | 1     | —              | —              | 36     | 4      |
| 2022/23 | AFC            | Tweede divisie | 32         | 3          | 1     | 0     | —              | —              | 33     | 3      |
| 2023/24 | AFC            | Tweede divisie | 33         | 1          | 3     | 0     | —              | —              | 36     | 1      |
| Totaal  | Totaal         | Totaal         | 235        | 8          | 11    | 1     | 0              | 0              | 246    | 9      |

Bijgewerkt op 21 juli 2024.

## Erelijst
| Tweede divisie | 1 | 2018/19 |